# عصام العباسي
الشاعر عصام العباسي (المعروف بلقب "أبو جعفر") هو شاعر فلسطيني بارز.

## حياته
وُلد في بيروت عام 1924 وتوفي في حيفا عام 1989. عاش في نابلس حيث نشأ وتعلم، ثم انتقل إلى القدس لإتمام دراسته في مدرسة المطران، قبل أن يستقر في حيفا عام 1945. خلال مسيرته، عمل في الصحافة وكتب الشعر والمقالات السياسية والاجتماعية، حيث نشر أعماله في صحف مثل "فلسطين"، "المهماز"، "الاتحاد"، و"الغد".

## أعماله
كان عصام العباسي ناشطًا في الحزب الشيوعي، وعُرف بدماثة أخلاقه وروح الدعابة. رغم إنتاجه الأدبي الغزير، لم يُصدر ديوانه الذي كان قد أعده بعنوان "لهب القصيد" تحية لصديقه الشاعر عبد الكريم الكرمي (أبي سلمى). توفي قبل أن يتحقق حلمه بنشره.
في عام 1990، مُنح الشاعر عصام العباسي وسام القدس للثقافة والفنون، تكريمًا لإسهاماته الأدبية والثقافية. كما أُطلق اسمه على درج في حي عباس في مدينة حيفا، تخليدًا لذكراه.
كتب الكثير من القصائد الوطنية والاجتماعية، أبرزها قصيدة "زغرد النصر"، لكنه لم يتمكن من نشر ديوانه الوحيد "لهب القصيد". كُرّم بعد وفاته بوسام القدس، وأُطلق اسمه على درج في مدينة حيفا.